# Camarana
Camarana is een geslacht van hooiwagens uit de familie Gonyleptidae.
De wetenschappelijke naam Camarana is voor het eerst geldig gepubliceerd door Mello-Leitão in 1935. 

## Soorten
Camarana omvat de volgende 5 soorten:
- Camarana bicoloripes
- Camarana flavipalpi
- Camarana minor
- Camarana rousseti
- Camarana unica